# Michihiro Yasuda
Michihiro Yasuda (安田 理大?, Yasuda Michihiro; Kōbe, 20 dicembre 1987) è un ex calciatore giapponese, di ruolo difensore.

## Biografia
È il fratello maggiore di Kodai Yasuda.

## Carriera

### Club
Gioca nel Gamba Osaka fino al 2006. Successivamente, nel 2011, va a giocare nei Paesi Bassi, con la maglia del Vitesse, nei quali ha debuttato 45 partite. Nel 2013 firma un nuovo contratto con il Júbilo Iwata, squadra militante in prima divisione giapponese. Con i Júbilo Iwata arriva penultimo in classifica (totalizzando solo 23 punti) e successivamente Yasuda va a giocare nel Sagan Tosu.
Negli anni successivi milita nel Vissel Kōbe e nel Nagoya Grampus.

### Nazionale
Ha partecipato al Campionato mondiale di calcio Under-20 2007, svoltosi nel Canada.
Ha partecipato anche ai Giochi olimpici di Pechino 2008.
Nel 2008 debutta in Nazionale maggiore contro la Corea del Nord.
Nel 2009, Yasuda fa il suo primo gol in Nazionale al 86' contro la Finlandia.
Con la sua Nazionale, Yasuda, colleziona 7 presenze e un gol.

## Statistiche

### Cronologia presenze e reti in nazionale
| Cronologia completa delle presenze e delle reti in nazionale ― Giappone | Cronologia completa delle presenze e delle reti in nazionale ― Giappone | Cronologia completa delle presenze e delle reti in nazionale ― Giappone | Cronologia completa delle presenze e delle reti in nazionale ― Giappone | Cronologia completa delle presenze e delle reti in nazionale ― Giappone | Cronologia completa delle presenze e delle reti in nazionale ― Giappone | Cronologia completa delle presenze e delle reti in nazionale ― Giappone | Cronologia completa delle presenze e delle reti in nazionale ― Giappone |
| Data                                                                    | Città                                                                   | In casa                                                                 | Risultato                                                               | Ospiti                                                                  | Competizione                                                            | Reti                                                                    | Note                                                                    |
| ----------------------------------------------------------------------- | ----------------------------------------------------------------------- | ----------------------------------------------------------------------- | ----------------------------------------------------------------------- | ----------------------------------------------------------------------- | ----------------------------------------------------------------------- | ----------------------------------------------------------------------- | ----------------------------------------------------------------------- |
| 17-2-2008                                                               | Chongqing                                                               | Giappone                                                                | 1 – 1                                                                   | Corea del Nord                                                          | Coppa dell'Asia orientale 2008                                          | -                                                                       | 64’                                                                     |
| 20-2-2008                                                               | Chongqing                                                               | Cina                                                                    | 0 – 1                                                                   | Giappone                                                                | Coppa dell'Asia orientale 2008                                          | -                                                                       | 58’                                                                     |
| 23-2-2008                                                               | Chongqing                                                               | Giappone                                                                | 1 – 1                                                                   | Corea del Sud                                                           | Coppa dell'Asia orientale 2008                                          | -                                                                       | 62’                                                                     |
| 26-3-2008                                                               | Manama                                                                  | Bahrein                                                                 | 1 – 0                                                                   | Giappone                                                                | Qual. Mondiali 2010                                                     | -                                                                       | 71’                                                                     |
| 22-6-2008                                                               | Saitama                                                                 | Giappone                                                                | 1 – 0                                                                   | Bahrein                                                                 | Qual. Mondiali 2010                                                     | -                                                                       | 73’                                                                     |
| 4-2-2009                                                                | Tokyo                                                                   | Giappone                                                                | 5 – 1                                                                   | Finlandia                                                               | Amichevole                                                              | 1                                                                       | 81’                                                                     |
| 1-6-2011                                                                | Niigata                                                                 | Giappone                                                                | 0 – 0                                                                   | Perù                                                                    | Amichevole                                                              | -                                                                       | 71’                                                                     |
| Totale                                                                  |                                                                         | Presenze                                                                | 7                                                                       |                                                                         | Reti                                                                    | 1                                                                       |                                                                         |

| Cronologia completa delle presenze e delle reti in nazionale ― Giappone Olimpica | Cronologia completa delle presenze e delle reti in nazionale ― Giappone Olimpica | Cronologia completa delle presenze e delle reti in nazionale ― Giappone Olimpica | Cronologia completa delle presenze e delle reti in nazionale ― Giappone Olimpica | Cronologia completa delle presenze e delle reti in nazionale ― Giappone Olimpica | Cronologia completa delle presenze e delle reti in nazionale ― Giappone Olimpica | Cronologia completa delle presenze e delle reti in nazionale ― Giappone Olimpica | Cronologia completa delle presenze e delle reti in nazionale ― Giappone Olimpica |
| Data                                                                             | Città                                                                            | In casa                                                                          | Risultato                                                                        | Ospiti                                                                           | Competizione                                                                     | Reti                                                                             | Note                                                                             |
| -------------------------------------------------------------------------------- | -------------------------------------------------------------------------------- | -------------------------------------------------------------------------------- | -------------------------------------------------------------------------------- | -------------------------------------------------------------------------------- | -------------------------------------------------------------------------------- | -------------------------------------------------------------------------------- | -------------------------------------------------------------------------------- |
| 10-8-2008                                                                        | Tientsin                                                                         | Nigeria                                                                          | 2 – 1                                                                            | Giappone                                                                         | Olimpiadi 2008 - 1º turno                                                        | -                                                                                |                                                                                  |
| Totale                                                                           |                                                                                  | Presenze                                                                         | 1                                                                                |                                                                                  | Reti                                                                             | 0                                                                                |                                                                                  |

## Palmarès

### Club

#### Competizioni nazionali
- Coppa J. League: 1

Gamba Osaka: 2007
- Coppa dell'Imperatore: 1

Gamba Osaka: 2008

#### Competizioni internazionali
- AFC Champions League: 1

Gamba Osaka: 2008

#### Nazionale
- Kirin Cup: 1

2011

#### Individuale
- Miglior giocatore della Coppa J. League: 1

2007
- J. League Cup Premio Nuovo Eroe: 1

2007